# Милан Станивуковић
Милан Станивуковић – Официр (Кленик, код Окучана, 4. мај 1912 — Левањска Варош, код Ђакова, 27. децембар 1944), учесник Априлског рата и Народноослободилачке борбе и народни херој Југославије.

## Биографија
Рођен је 4. маја 1912. године у засеоку Кленик, недалеко од села Врбовљана, код Окучана. Потиче из сиромашне сељачке породице. Да би прехранио осморо деце, отац Павле му је радио као киријаш у оближњим шумама. Како би се ослободио тешког рада по препоруци сеоског учитења као питомац Српског привредног друштва Привредник одлази 23. августа 1924. године у Прокупље код Браће Петровић на изучавање трговачког заната.
Иако је изучио занат, Милан није волио трговину, него је прижељкивао да се посвети војничком позиву. Кад су се родитељи сложили с његовом намером, Милан се јавио на конкурс у Подофицирску школу у Београду, у коју је примљен. Школу је завршио успешно и као поднаредник отишао у Бању Луку. Након неког времена премештен је у артиљеријско одељење Министарства војске у Београду.
Тамо се поново посветио школовању и, положивши испите уочи напада Трећег рајха на Југославију, унапређен је у чин потпоручника. Већ у то време Милан се повезао са групом лево оријентисаних официра и примљен је у чланство Комунистичке партије Југославије.
Окупацију земље и расуло југословенске краљевске војске доживео је у Словенској Бистрици. Није се предао, него се вратио у Посавину и укључио се у припреме оружаног устанка. Преко Наде Драгосављевић, одмах се повезао са Душаном Чалићем, секретаром Окружног комитета Комунистичке партије Хрватске за Нову Градишку, који га је у мају 1941. године укључио у окучанску партијску организацију.
Окупљао је омладину, учио је руковању оружјем, сакупљао муницију и санитетски материјал, а затим створио ударну групу која је секла телефонске жице, рушила ступове, нападала мање непријатељске посаде и извела прву диверзију на прузи у близини Окучана. У јесен 1941. године, Милан је постао командир тзв. „Треће секције“, која је деловала у Посавини испод Окучана у тзв. „Српском трокуту“ (Рађеновићи, Рајчићи, Милисавци, итд.).
У току зиме 1941/42. године, Милан и петорица његових сабораца били су опкољени док су спавали на штагљу његове куће. Петорица Миланових другова су, борећи се цео дан, изгинула, а он је, иако рањен, успео да се пробије. После тога пребацио се партизанима у Босну. У тој је чети, јуришајући на непријатељско утврђење, по други пут рањен у руку. Био је затим командант одреда, а у октобру 1942. године постављен је за начелника Штаба Дванаесте славонске ударне бригаде. На тој је дужности у борби у Градишту по трећи пут теже рањен.
Након формирања Шестог славонског корпуса, Милан је постављен за начелника Штаба корпуса, али се након смрти Николе Демоње, у лето 1944. године, вратио у своју Дванаесту дивизију као њен командант.
У народу је Станивуковић био познат као поборник братства и јединства југословенских народа. То је јединство истицао и у својим јединицама и међу становништвом. Због тога су га живог или мртвог тражили не само усташе, него и четници који су краће време покушавали да створе своје упориште у Славонији.
Крајем 1944. године Миланова дивизија налазила се иза леђа непријатељских снага, у источној Славонији. Нападајући значајније комуникације, Дванаеста дивизија је озбиљно реметила снабдевање главнина непријатељских трупа. Зато је окупатор, желећи пошто-пото да осигура залеђе, 27. децембра 1944. године с јаким снагама напао Дванаесту дивизију на њеним положајима на сектору Левањске Вароши.
Након огорчене битке у којој је непријатељ употребио тешке тенкове, увидевши да би задржавање положаја захтевало велике жртве у људству, Милан је својим јединицама наредио да се повуку с положаја, а сам се повлачио међу последњима. Једна граната из непријатељског минобацача пала је у његовој близини и на месту га усмртила.
Милан је сахрањен 1. јануара 1945. године између Псуња и Равне горе, у близини гроба Николе Демоње. Након рата је међу народом била позната песма о Милану, коју је компоновао академик Михајло Вукодраговић. До 1991. године, касарна Југословенске народне армије у Осијеку носила је његово име.
Имао је чин пуковника НОВЈ. Још за живота је, одлуком Председништва АВНОЈ-а, септембра 1944. године, је одликован Орденом партизанске звезде првог реда, а 13. марта 1945. године, међу првим борцима Народноослободилачке војске, проглашен је за народног хероја.